# مروان علي
مروان علي مغني تونسي وهو الفائز بالموسم الرابع من برنامج المسابقات سوبر ستار الذي بثَّ عبر محطة تلفزيون المستقبل بين 22 يناير/كانون الثاني 2007 وحتى يونيو/حزيران 2007. في النهائي فاز مروان علي ضد المغربي سعد المجرد الذي جاء وصيفا والتونسية يسرى محنوش التي حلت ثالثة.
فاز مروان علي بجائزة مالية وسيارة من طراز فورد وعقدا فنيا مع شركة إسطوانات لتسجيل ألبوم. وأصدر أغنية «رح غنّي» كأول إصداراته والسينغل من العام 2009.